# Julianne Phillips
Pour les articles homonymes, voir Phillips.
Ne doit pas être confondu avec Julia Phillips ou Julian Phillips.
Julianne Phillips, née le 6 mai 1960 à Evanston (Illinois, États-Unis), est un mannequin et actrice américaine. Elle a commencé sa carrière en tant que mannequin au début des années 1980, est passée à la comédie, est devenue plus connue en devenant la première épouse du musicien Bruce Springsteen, puis a interprété Francesca « Frankie » Reed dans la série télévisée Les Sœurs Reed de 1991 à 1996.

## Biographie
Julianne Phillips nait à Evanston, Illinois et grandit à Lake Oswego, Oregon,. Elle a quatre frères aînés et une sœur aînée. 
Elle est diplômée de l'école secondaire de Lake Oswego et du Brooks College (en) de Long Beach. Elle commence à travailler comme mannequin à Manhattan au début des années 1980. En 1982, elle est représentée par l'agence Elite et gagne jusqu'à 2 000 $ par jour. Elle déménage ensuite à Los Angeles et commence sa carrière d'actrice par des apparitions dans les téléfilms Summer Fantasy et His Mistress.
Julianne Phillips gagne en notoriété lorsqu'elle devient la petite amie puis l'épouse du chanteur Bruce Springsteen, dont la renommée est au sommet à cette époque après la sortie de l'album Born in the U.S.A.. Leur rencontre a lieu en octobre 1984 et ils se marient à Lake Oswego, le 13 mai 1985. Le mariage dure moins de trois ans, le couple se sépare en 1988 puis divorce en mars 1989.
Julianne Philips pousuit sa carrière au cinéma pendant le mariage, en jouant notamment dans deux films de Blake Edwards : Un sacré bordel ! (1986) et  L'amour est une grande aventure (1989) puis donne la réplique à Chevy Chase dans Autant en emporte Fletch ! de Michael Ritchie. En 1991, elle obtient un des rôles principaux dans la série télévisée Les Sœurs Reed (Sisters), qu'elle tiendra pendant 93 épisodes sur 6 saisons. Elle joue le rôle de Frankie, la plus jeune des quatre sœurs, qui est mariée à l'ancien amour de sa sœur aînée.
Elle ne tourne plus guère depuis 1997, faisant que de rares apparitions dans des émissions télévisées.

## Filmographie

### Cinéma
- 1985 : Bruce Springsteen: Glory Days (court métrage) de John Sayles : femme
- 1986 : Odd Jobs (en) de Mark Story : Sally
- 1986 : Un sacré bordel ! (A Fine Mess) de Blake Edwards : Loraine (non créditée)
- 1987 : Sweet Lies de Nathalie Delon : Dixie
- 1988 : Seven Hours to Judgment (en) de Beau Bridges : Lisa Eden
- 1989 : L'amour est une grande aventure (Skin Deep) de Blake Edwards : Molly
- 1989 : Autant en emporte Fletch ! (Fletch Lives) de Michael Ritchie :  Becky Culpepper
- 1996 : Le Souffre-douleur (Big Bully) de Steve Miner : Victoria Tucker
- 1996 : Hollywood Boulevard (Hollywood Boulevard) de Stephen Vittoria : Linda Morgan / Sarah Constance Banks
- 1997 : Colin Fitz (en) (Colin Fitz Lives!) de Robert Bella : Justice Fitz
- 1997 : Allie & Me (en) de Michael Rymer : Angela Nansky

### Télévision
- 1984 : Summer Fantasy (téléfilm) de Noel Nosseck : Joanna Brannigan
- 1984 : His Mistress (téléfilm) de David Lowell Rich : Anne Davis
- 1990 : Jack Killian, l'homme au micro (série télévisée) : Danielle Hopkins (saison 3, épisode 1)
- 1991-1996 : Les Sœurs Reed (Sisters) (série télévisée) : Francesca 'Frankie' Reed Margolis  (93 épisodes)
- 1992 : Getting Up and Going Home (téléfilm) de David Lowell Rich : Janet
- 1993 : The Only Way Out (téléfilm) de Rod Hardy : Susannah
- 1994 : The Larry Sanders Show (série télévisée) :  Julianne Phillips (saison 3, épisode 8)
- 1995 : Suspicion (en) (A Vow to Kill) (téléfilm) de Harry Longstreet : Rachel Waring
- 1995 : Original Sins (téléfilm) de Jan Egleson : Becka Sharp
- 1996 : Where's the Money, Noreen? (téléfilm) d'Artie Mandelberg : Noreen Rafferty
- 1997 : Raz de marée : Alerte sur la côte (en) (Tidal Wave: No Escape) (téléfilm) de George Miller :  Jessica Weaver
- 2003 : Original Sins (téléfilm) de Jan Egleson : Becka Sharp